# 에이미 루 우드
에이미 루 우드(Aimee Lou Wood, 1994년 2월 3일 ~ )는 잉글랜드의 배우이다. 넷플릭스 드라마 《오티스의 비밀 상담소》를 통해 데뷔하여 에이미 깁스 역으로 이름을 알렸다.

## 출연 작품
- 루이스 웨인: 사랑을 그린 고양이 화가 - 클레어 웨인 역